# ویس (بلغارستان)
ویس (به بلغاری: Vis) یک منطقهٔ مسکونی در بلغارستان است که در ایوالوفگراد واقع شده‌است.